# Laura Bianchini
Laura Bianchini (23 de agosto de 1903 - 27 de setembro de 1983) foi uma educadora e política italiana. Ela foi eleita para a Assembleia Constituinte em 1946 como parte do primeiro grupo de mulheres parlamentares na Itália. Posteriormente, foi eleita para a Câmara dos Deputados em 1948, servindo até 1953.

## Biografia
Bianchini nasceu em Castenedolo em 1903, filho de Caterina (nascida Ariccia) e Domenico.
Após a guerra, ela foi membro do Conselho Nacional de 1945 a 1946.
Depois de deixar o parlamento, ela voltou a ensinar. Depois de se aposentar em 1973, morreu em Roma, em 1983.